# Vilém z Moerbeke
Vilém z Moerbeke (latinských podob jeho jména je více, častá je např. Guillelmus de Moerbeke) se narodil asi v roce 1215 ve vesnici Moerbeke (dnes v Belgii); zemřel v roce 1286 v Korintu. Silně ovlivnil intelektuální život 13. století jako překladatel z řečtiny. Překládal především Aristotela. Byl dominikánem, přátelil se s Tomášem Akvinským a Witelonem.

## Život
Z jeho života není příliš mnoho známo. Narodil se ve vesnici Moerbeke, patrně vstoupil do dominikánského řádu v Lovani již jako mladý muž. Cestoval do Řecka; patrně byl členem dominikánského konventu, který byl založen v Thébách nejpozději v roce 1253. Okolo roku 1271 se Vilém nachází na papežském dvoře ve Viterbu, kde působí jako zpovědník a kaplan papeže. U papežského dvora zůstal až do roku 1278, kdy byl jmenován arcibiskupem v Korintě (nově vzniklá diecéze v Argolidě, založená po 4. křížové výpravě). Zde také roku 1286 umírá.
Informace o jeho životě se často zakládají na kolofónech rukopisů s překlady, které vytvořil.

## Dílo
Byl nejslavnějším a nejplodnějším ze středověkých překladatelů Aristotela.
Jako první překladatel přeložil tato díla:
- De motu animalium (O pohybu živočichů)
- De progressu animalium
- Politica (Politika)
- Poetica (Poetika)

Vytvořil nové překlady těchto spisů:
- Categoriae (Kategorie)
- De interpretatione (O vyjadřování)
- De caelo (O nebi)
- Meteorologica
- Rhetorica (Rétorika)
- De animalibus

Revidoval překlady těchto textů:
- Analytica Posteriora (Druhé analytiky)
- Sophistici elenchi (O sofistických důkazech)
- Physica (Fyzika)
- De anima (O duši)
- Parva naturalia (Malá přírodovědecká pojednání)
- Metaphyphysica (Metafyzika)

Dále přeložil následující spisy:
- Pseudo-Aristotelés - De coloribus
- Simplikios - komentáře ke Kategoriím a k De caelo
- Ammonios - komentář k Perihermenias
- Alexandr z Afrodisiady - komentář k Meteorologica a k De sensu
- Filoponos - komentář k De anima (III. kniha)
- Themistios - komentář k De anima
- Proklos - Elementatio theologica (výtah z tohoto textu obíhal na západě pod názvem Liber de causis a byl někdy připisován Aristotelovi)

Pomineme-li logické texty, jejichž překlad již existoval dříve, byly Vilémovy překlady používány jako standardní text Aristotelova díla ještě i v renesanci.